# Luigi Glombard
Pour les articles homonymes, voir Glombard.
Luigi Glombard, né le 21 août 1984 à Montreuil-sous-Bois, est un footballeur français. Il est attaquant. Son frère Christopher est également footballeur professionnel.

## Biographie
En mai 1999, il remporte avec la sélection de la Ligue de Paris-IDF la Coupe nationale des 14 ans, face à la Normandie de Sinama-Pongolle et Le Tallec.
Luigi Glombard arrive au centre de formation du FC Nantes au cours de la saison 2000-2001. Il fait ses débuts professionnels en 2002, auréolé du titre de champion du monde des moins de 17 ans avec la France en 2001.
En juillet 2007, il revient dans le championnat français en signant avec le Grenoble Foot 38 après une saison difficile en Angleterre où il joue dans 3 clubs différents.
Le jeudi 21 août 2008 (anniversaire de ses 24 ans), il signe un contrat d'un an avec les Chamois niortais (plus une année supplémentaire en cas d'accession). À la suite de la perte du statut pro du club de Niort, il se retrouve sans club. Lors de l'intersaison 2009, il participe au stage de l'UNFP destiné aux joueurs sans contrat. Il signe de nouveau en janvier 2010 pour compléter le secteur offensif.
Le 9 juin 2014, il s'engage avec l'US Orléans pour la saison 2014-2015 en ligue 2

## Carrière
- 2002 - 2006 : FC Nantes (Ligue 1) ( France)
- 2006 - février 2007 : Cardiff City (Championship - D2) ( Angleterre)
- Février 2007 : Leicester City (Championship - D2) ( Angleterre)
- Mars 2007 - mai 2007 : Oldham Athletic (League One - D3) ( Angleterre)
- 2007 - 2008 : Grenoble Foot (Ligue 2) ( France)
- 2008 - 2009 : Chamois niortais FC (National) ( France)
- Janvier 2010 - 2014  : Chamois niortais FC (CFA puis National puis Ligue 2) ( France)
- 2014 - 2015  : US Orléans (Ligue 2) ( France)
- Juin 2015 : Vendée Les Herbiers Football (National)  ( France)[3]

## Palmarès
- 2001 : Champion du monde des moins de 17 ans avec l'équipe de France U-17
- 2002 : Vainqueur de la Coupe Gambardella avec le FC Nantes
- 2010 : Champion de CFA (Groupe C) avec Niort

## Statistiques
- Premier match en Ligue 1 : Nantes-Nice, le 19 octobre 2002
- 29 matchs et 2 buts en Ligue 1
- 115 matchs et 14 buts en Ligue 2
- 7 matchs en 2e division anglaise
- 8 matchs et 1 but en 3e division anglaise
- 5 matchs en Coupe Intertoto